# デヴィッド・ゲイツ

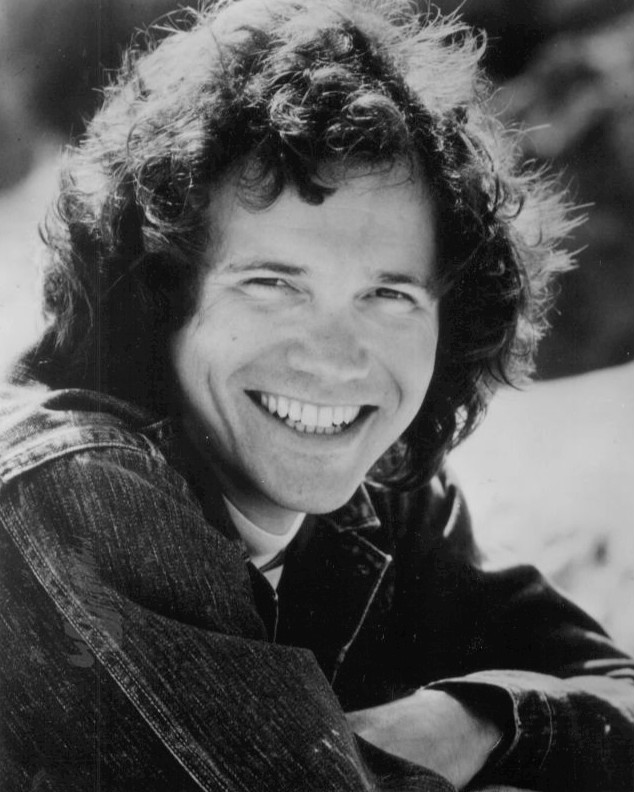
デヴィッド・ゲイツ（1973年）

デヴィッド・ゲイツ（David Gates、1940年12月11日 - ）は、アメリカ合衆国オクラホマ州タルサ出身のミュージシャン。1970年代に名を馳せたソフト・ロック・バンド、ブレッドのリーダー。作詞・作曲、プロデュース、アレンジ、ベース、ギター、キーボード、ボーカル担当。

## 略歴
父親がタルサのオーケストラの指揮者、母親も音楽教師という家庭環境で育った。ハイスクールに進学する頃には、すでに多くの楽器をマスターしており、レオン・ラッセルとアクセンツというバンドを結成して、タルサに来たチャック・ベリーなどのプロ・ミュージシャンのバックバンドとして活動したこともあった。
1959年、ロサンゼルスにてシングル「Walkin' And Talkin'」で本格的にソロ・デビュー。スクリーン・ジェムスの音楽出版部だったスクリーン・ジェムス・コロンビアと専属契約し、ブリル・ビルディング系ミュージシャンのソングライター、プロデューサー、アレンジャー、セッション・ミュージシャンとして活動していた。1963年に全米3位になったマーメイズの「Popsicles And Icicles」は彼の作品である。他にモンキーズ、アン・マーグレット、ブレンダ・リー、コニー・スティーヴンス、キャプテン・ビーフハート・アンド・ヒズ・マジック・バンド、ボビー・ヴィー、ジョニー・クロフォード、グレン・ヤーブローなど数多くのアーティストやシンガーに楽曲を提供した。
1967年、ラッセルに紹介され、ロブ・ロイヤーが率いたプレジャー・フェア (The Pleasure Fair) というフォークロック・バンドのプロデュースとアレンジを担当。この仕事がきっかけで、1968年にブレッドが結成された。
初期のブレッドでは、ポップ、ロック・サウンド、美しいメロディを融合したな楽曲「イフ」、「二人の架け橋」（Make It with You）、「愛のわかれ道」（Baby I'm-a Want You）など、自作のヒットを連発した。1971年の映画『バニシング・ポイント』の中で、デラニー&ボニー&フレンズの一員としてキーボードを弾いているシーンがある。
さらにブレッドとして、「灰色の朝」「ギター・マン」「スイート・サレンダー」「オーブレー」などを発表している。1973年、初のソロ・アルバムを発表する。
1977年、リチャード・ドレイファス主演のワーナー・ブラザース映画『グッバイガール』の主題歌「グッバイガール」を手がけて自ら歌った。同曲は全米15位のヒットとなっている。
ブレッド解散後、バック・メンバーにラリー・ネクテル、マイク・ボッツを起用して、「デヴィッド・ゲイツ&ブレッド」の名義でソロのライブ活動を行った。これに対してジェイムス・グリフィンは訴訟を起こした。この訴訟は1984年に解決したが、この期間、ブレッドの印税は差し止められた。
1998年、第16回コモンウェルスゲームズの公式テーマ曲「Standing In The Eyes Of The World」を担当した。
計7作のソロ・アルバムを発表。2007年以降はリタイア状態となっている。

## ディスコグラフィ

### スタジオ・アルバム
- 『ファースト』 - First (1973年、Elektra)
- 『誓いの明日』 - Never Let Her Go (1975年、Elektra)
- 『グッバイ・ガール』 - Goodbye Girl (1978年、Elektra)
- 『フォーリン・ラヴ・アゲイン』 - Falling in Love Again (1980年、Elektra)
- 『テイク・ミー・ナウ』 - Take Me Now (1981年、Arista)
- 『ラヴ・イズ・セヴンティーン』 - Love Is Always Seventeen (1994年、Discovery)

### コンピレーション・アルバム
- Anthology (1985年)
- 『ベスト・オブ・デヴィッド・ゲイツ&ブレッド』 - Essentials (1996年、Elektra)
- The David Gates Songbook (2002年、Warner Bros.)
- 『恋のドライヴ・イン～デヴィッド・ゲイツ初期作品集1962-1967』 - The Early Years 1962-1967 (2013年、Rare Rockin')